# Anthela phoenicias
Anthela phoenicias là một loài bướm đêm thuộc họ Anthelidae. Loài này có ở Úc.